# Mojn
 Denne artikel bør gennemlæses af en person med fagkendskab for at sikre den faglige korrekthed.

 Der er for få eller ingen kildehenvisninger i denne artikel, hvilket er et problem. Du kan hjælpe ved at angive troværdige kilder til de påstande, som fremføres i artiklen.

Mojn er et hilseord fra Sønderjylland og Sydslesvig, som bruges på alle tider af døgnet i såvel det sydlige Jylland og i det nordlige Tyskland, samt i hele Finland (moi). Ordets oprindelse er usikker.

## Oprindelse
Ifølge en udbredt teori stammer ordet fra den dialektale udtale [morjen] af den tyske hilsen Guten Morgen i Berlin og Brandenburg. I tiden efter 1900 begyndte håndværkere, handelsfolk og værnepligtige at tage hilsnen med hjem til Sønderjylland, der var under tysk styre i årene 1864 til 1920. Nogle dansksindede opfattede mojn som en fortyskning af det danske sprog og ville derfor ikke bruge ordet. Det udtrykte de på sønderjysk i sloganet Mojn er forbojn (altså Mojn er forbudt). For mange var hilsnen dog blot en del af den sønderjyske dialekt.
Ifølge en anden teori stammer ordet fra det nederlandske tillægsord moje i betydningen god eller behagelig. Mojn er ifølge denne teori en afkortning af mojn dag (altså god dag), hvilket forklarer at ordet kunne bruges på alle tider af døgnet. Den geografiske udbredelse af mojn (fra den dansk-tyske grænseegn over imod den nederlandske grænse) kan også tages til støtte for denne forklaring .
Ifølge den første teori er det usandsynligt, at mojn skulle stamme fra det frisiske eller nederlandske ord moi . Adjektivet moi, der betyder god, skøn og behagelig optræder slet ikke i forbindelse med hilsner, hverken i frisisk eller nederlandsk. Der bruges goed. Endvidere er det vanskeligt at forestille sig at man skulle have udeladt dag, for det er altid det svagt betonede førsteled fx god i goddag, der bortfalder, så vi står tilbage med korte hilsner som dav.
Både tyske og danske sprogforskere afviser at mojn skulle stamme fra nederlandsk og frisisk 
. Udtrykket moie dag skal derefter være en ren konstruktion og høres til folkeetymologien.
Efter en tredje teori stammer mojn fra en morgenhilsen fra Østfrisland 
En fjerde meget sandsynligt teori der også har flureret i det sønderjyske er at Mojn stammer fra den finske hilsen moi (udtalt moj)  der direkte betyder både Hej og Farvel ligesåvel som det sønderjyske og slesvigske Mojn.[kilde mangler]

## Udbredelse
Ordet mojn eller Moin er i dag udbredt i Sønderjylland og store dele af Nordtyskland, især i Østfrisland og Sydslesvig (sidstnævnte er historisk den sydlige del af Sønderjylland). Ordet er gået fra at være et nationalt stridsmærke til at være et folkeligt symbol på sønderjysk identitet. Hilsnen bliver brugt af både dialekt- og rigsdansktalende i Sønderjylland som et alternativ til "farvel". Mojn bliver brugt i reklamer og som navn på flere foretagender som fx Radio Mojn, som er en regional radiostation fra Aabenraa. Dette appellerer til den sønderjyske identitet. 
Ordet 'mojn' indgår også i Den Danske Ordbog, som betegner mojn som en almindelig hilsen i Sønderjylland. 
I Nordtyskland skrives hilsnen Moin og bruges som et goddag og en hilsen i forbifarten. Den indikerer en regional slesvigsk identitet. Også dobbeltformen Moin, Moin er udbredt og indgår ofte i reklamer og som navn på en flensborgsk ugeavis. 
Slesvig-Holstens tidligere ministerpræsident Björn Engholm beskrev Moin som alletiders mest geniale ord, og også Heide Simonis er kendt for at bruge moin officielt. På grund af den tyske tegneseriekarakter Werner (som altid hilser med Moin), bruges Moin siden 1980'erne af flere unge også i de mere sydlige dele af det tyske sprogområde.

## Eksterne links
- Virtuelt Museum: Mojn og Moin Arkiveret 5. marts 2016 hos  Wayback Machine
- Grænseportalen: Mojn og Moin – en grænseoverskridende hilsen Arkiveret 4. marts 2016 hos  Wayback Machine
- RadioMojn